# جونقلي (ولاية)

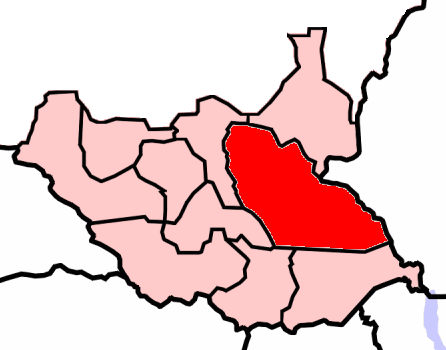
ولاية جونقلي

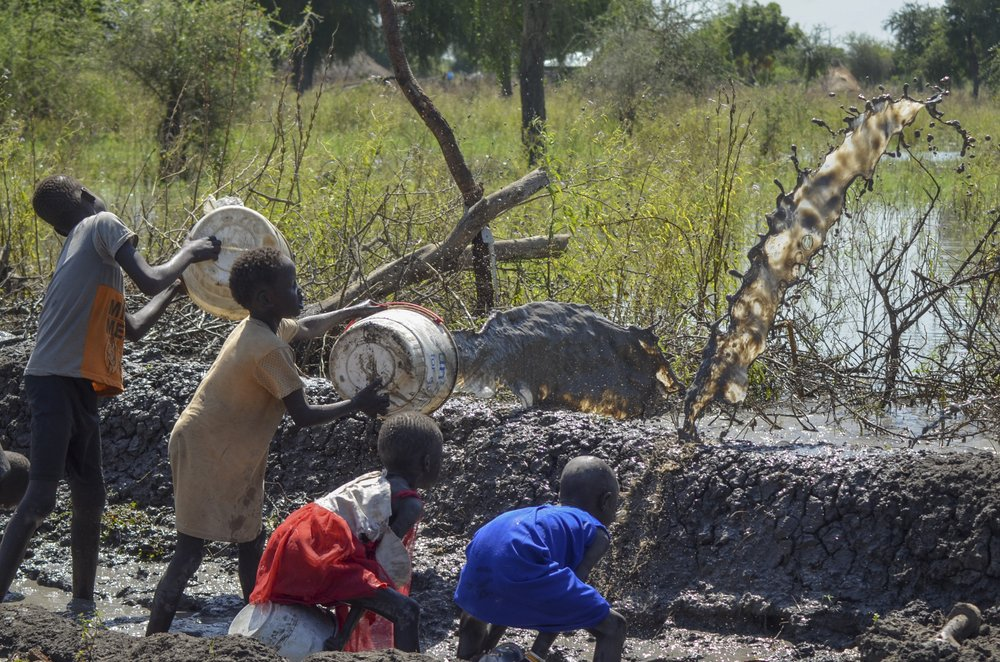
صورة لاطفال بولاية جونقلي - جمهورية جنوب السودان

ولاية جونقلي, هي إحدى ولايات جنوب السودان الـ10. وهي مهد الحرب الأهلية الثانية عام 1983. تعدّ جونقلي من أكبر ولايات جنوب السودان بمساحة 122,479 كم²
كما تم تقدير عدد سكانها عام 1983 بما يقارب 1,3 مليون نسمة. عاصمتها مدينة بور .

## وصلات خارجية
- "مسلحون شباب يتخلون عن أسلحتهم طوعا." (شبكة الأنباء الإنسانية (إيرين))